# Kelechi Nwanaga
Kelechi Nwanaga (Nigeria, 24 de diciembre de 1997) es una atleta nigeriana, especialista en la prueba de lanzamiento de jabalina, en la que logró ser campeona africana en 2018

## Carrera deportiva
En el Campeonato Africano de Atletismo de 2018 celebrado en Asaba (Nigeria) ganó la medalla de oro en el lanzamiento de jabalina, llegando hasta los 56.96 metros, superando a la sudafricana Jo-Ane van Dyk (plata con 53.72 metros) y a la ugandesa Josephine Joyce Lalam (bronce con 51.33 metros).